# Storie da leggere con la luce accesa
Storie da leggere con la luce accesa (titolo originale Tales of Terror from the Tunnel's Mouth) è un romanzo che contiene una serie di novelle, scritto da Chris Priestley nel 2009, con illustrazioni di David Roberts. La prima edizione italiana è stata tradotta da Allieta Melchioni. Il romanzo appartiene alla serie Tales of Terror, scritta da Priestley tra il 2007 e il 2009, comprendente Le terrificanti storie di zio Montague, Le terrificanti storie del Vascello Nero, Storie da leggere con la luce accesa e un quarto volume (The Teacher's Tales of Terror, 2011) ancora inedito in lingua italiana. Le pagine sono circa 180 e la casa editrice è Newton Compton. 

## Trama
Il giovane Robert deve viaggiare da solo alla volta di Londra. La matrigna, che nutre per lui un affetto sincero e non ricambiato, poco prima di lasciarlo partire ha una terribile visione premonitrice, e cerca di mettere in guardia il ragazzo dal viaggio che sta per intraprendere. Ma Robert disprezza la donna, e non crede alle sue visioni, per cui si mette ugualmente in viaggio. Durante il percorso il treno si ferma a lungo all'imbocco di una galleria, per ragioni inspiegabili. Durante quell'interminabile fermata Robert scopre che tutti i suoi compagni di viaggio dormono profondamente, come intorpiditi. Solo una donna dal vestito immacolato, che lui soprannomina la Dama in Bianco, è sveglia e gli tiene compagnia conversando con lui.
Presto la misteriosa giovane inizia a raccontare una lunga serie di macabre e orribili storie, tutte incentrate su ragazzi e ragazze dell'età di Robert, destinati ad incappare in misteriosi avvenimenti soprannaturali, il più delle volte con conclusioni orribilmente tragiche. Al termine di ogni racconto Robert si sente sempre più avviluppato da un misterioso intorpidimento, come quello che ha già vinto gli altri viaggiatori, ma lui resiste con tutte le forze contro l'impulso di dormire.
Ad un tratto il ragazzo si risveglia tra le braccia dei soccorritori: scopre così che tutta la lunga ed immobile attesa è stata una sorta di allucinazione e che in realtà il treno ha avuto un pauroso incidente all'imbocco di una galleria. Lui è l'unico superstite, sfuggito alle grinfie della Dama in bianco, che altri non è che la Morte, la quale scompare con tutti gli altri passeggeri nelle tenebre della galleria.
Sopravvissuto miracolosamente, il ragazzo modifica radicalmente il suo comportamento nei confronti della matrigna e impara a rispettare le sue premonizioni. Lui e la donna partono per una piacevole vacanza in campagna, dove forse li attendono nuove storie di paura.

## I racconti della Dama in Bianco
Questi i racconti che vengono narrati a Robert mentre l'oscurità della sera avanza progressivamente sul treno bloccato all'imbocco del tunnel.
- "La serra" - Il botanico Algernon è un uomo avventuroso, dedito all'esplorazione e allo studio, ma trascura il figlio adolescente Oscar, che nutre un crescente disprezzo per l'uomo. Troppo intento a coltivare nella sua serra piante esotiche di misteriosa provenienza, trascura di coltivare i legami famigliari. Ma l'intera famiglia verrà tragicamente riunita da una vorace e letale pianta carnivora che cresce incontrollata nella serra dello studioso.
- "L'isola" - Non una vera isola, ma un ripido e misterioso tumulo che si leva al centro di un vasto campo d'orzo è il luogo in cui si svolgono i giochi dei fratelli Henry e Martin, in vacanza estiva nel cottage paterno dello Wiltshire. Al centro del tumulo i ragazzini trovano la fossa in cui è sepolto lo scheletro di un irriconoscibile grande animale, che è stato ucciso con una lancia e decapitato. I due commettono il grave errore di estrarre la lancia dalle ossa e di rimettere il teschio sul resto dello scheletro, consentendo ad un mostruoso demone di tornare in vita e di reclamare il suo implacabile tributo di morte.
- "La nuova governante" - Amelia Spenser è la nuova governante dei figli del maggiore Rowland, partito per la guerra. La giovane donna, incline ad una certa severità, fatica a conquistare la confidenza con i tre bambini che le sono stati affidati, Andrew, Sissy e il taciturno Daniel. Proprio quest'ultimo, più vecchio degli altri, sembra provocarla con il suo ostinato ed irriverente silenzio. Qualche maggior indagine sul passato del ragazzo porterà la donna ad una scoperta tremenda, che la trascinerà nel baratro della follia.
- "Il piccolo popolo" - Penelope odia la sorrellastra Laura, che invece sembra aver conquistato il cuore del padre. La ragazza è pronta a smontare quest'idillio, rivelando la vera natura della bambina con cui è costretta a vivere, dopo che il padre si è risposato, avendo scoperto che Laura coltiva un folle gioco in cui immagina assurdamente l'esistenza di piccole creature che lei chiama "fate". Prima di svelare il segreto della sorella, Penelope vuole approfondire il mistero, ma quello che scopre si rivela ben più spaventoso e pericoloso di quanto avrebbe immaginato.
- "La pietra gobba" - Dopo la morte della madre, il giovane Davy è stato costretto dal padre, il dottor Fraser, a lasciare la vita cittadina di Edimburgo per andare a vivere in una sperduta isoletta delle Ebridi. Il ragazzo, spinto da un ostinato desiderio di rivalsa, disobbedisce al monito ricevuto dall'ombrosa gente del villaggio dove vivono, e si avvicina troppo ad un antico monolito che si erge al centro di una remota spiaggia dell'isola. Pagherà molto cara la sua disobbedienza.
- "Gerald" - La giovane Emma è sempre stata affascinata dagli spettacoli dei burattini cui assiste con entusiasmo nella piazza del mercato. Il suo divertimento viene turbato dalla scoperta che un suo coetaneo, Gerald, da cui si sentiva attratta, è stato colpito da un malanno improvviso che ha compromesso per sempre le sue facoltà intellettive, rendendolo un inebetito demente. La ragazza trova presto un collegamento tra quella tragica malattia e l'ambulante che gestisce il teatrino delle marionette.
- "Suor Veronica" - La giovane suora che ha preso il nome dalla martire Santa Veronica non è una buona istitutrice, troppo severa e aspra nei confronti delle educande che le sono state affidate. La sua sete di martirio e di punizione verrà presto soddisfatta dalle sue stesse allieve, in un modo tragicamente imprevedibile.
- "Il ragazzo dei sussurri" - L'altezzoso Roland si considera a capo di un gruppo di ragazzini abitanti del paese in cui trascorre le vacanze estive, ma riesce a mantenere il dominio del gruppo solo con la prepotenza, essendo il più vecchio. Il suo proposito vacilla quando viene ritrovato il cadavere di Cutter, uno di loro, misteriosamente ucciso. I ragazzi hanno paura di un misterioso ragazzo che sussurra, che è stato visto vicino a Cutter poco prima che morisse. Roland si oppone a questa assurda diceria, ma deve scontrarsi con Jack, un altro componente del gruppo, che sembra essersi guadagnato più di lui la stima degli amici. La rivalità tra Roland e Jack cresce, ma viene bruscamente interrotta quando entrambi i ragazzi si trovano faccia a faccia con l'inquietante "ragazzo che sussurra" e scoprono loro malgrado quale sia la sua vera natura.
- "La crepa nel muro" - A nulla servono gli sforzi degli operai che ristrutturano la nuova casa di Londra dove Philip e i suoi genitori sono andati a vivere. Nella camera del ragazzo c'è una vistosa crepa nel muro che sembra impossibile da chiudere. Quando poi Philip, spinto dalla curiosità, occhieggia nella fenditura, scopre una realtà sconvolgente, destinata a travolgere la sua esistenza.
- "La voce" - L'ultimo racconto è narrato a Robert da Dora, la sua matrigna, la quale confida al ragazzo d'avere la capacità di percepire il pensiero delle altre persone.

## Elementi di collegamento con altri romanzi
Nel corso del romanzo vengono forniti elementi di collegamento con i precedenti due volumi del ciclo Tales of Terror e in particolare:
- il nonno di Robert era un allievo del collegio di Pity's End, ed era tra i ragazzi che avevano causato il suicidio di un loro compagno, istigati dal maligno preside Montague, ovvero il medesimo narratore delle storie raccolte del primo libro;
- durante la sua convalescenza in ospedale, Robert conosce un uomo che ha avvelenato i suoi due figli, con probabile riferimento al locandiere del secondo romanzo;
- al termine del libro, Robert soggiorna con la matrigna Dora in una casa di campagna, nelle vicinanze della vecchia e abbandonata scuola di Pity's End. Un pomeriggio i due vedono passare Edgar, un ragazzo che si sta dirigendo proprio verso il bosco dove si trova il rudere abbandonato e decadente della scuola. Edgar è il protagonista e narratore del primo libro: dalle considerazioni conclusive di Dora, apprendiamo come il ragazzino sia del tutto inconsapevole che lo zio Montague, che lui sta andando a trovare, in realtà è morto da molti anni.

## Personaggi principali
- Robert, (il protagonista e narratore della storia) è un ragazzo orfano di madre, che vive con la matrigna e si accinge a compiere un viaggio in treno fino a Londra per andare dal nonno.
- Dora, la matrigna di Robert
- La Dama in Bianco, una misteriosa compagna di viaggio di Robert, che lo intrattiene con i suoi angosciosi racconti.

## Edizioni
- Chris Priestley, Storie da leggere con la luce accesa, traduzione di Allieta Melchioni, V Vertigo, nr. 84, Newton Compton Editori, 2011,  p. 213, ISBN 978-88-541-3317-4.